# Skeleton-Weltcup 1998/99
Der Skeleton-Weltcup 1998/99 war eine zwischen dem 5. Dezember 1998 und dem 6. Februar 1999 von der FIBT veranstaltete Wettkampfserie im Skeleton. Saisonhöhepunkt waren die Weltmeisterschaften im deutschen Altenberg. Bei den Männern gewann Andy Böhme erstmals den Weltcup.  Bei den Frauen gewann Steffi Hanzlik aus Deutschland alle vier Weltcup-Rennen und gewann überlegen den Gesamt-Weltcup.

## Weltcup-Übersicht
| 1. Weltcup in Park City, 5. Dezember 1998 | 1. Weltcup in Park City, 5. Dezember 1998 | 1. Weltcup in Park City, 5. Dezember 1998 | 1. Weltcup in Park City, 5. Dezember 1998 | 1. Weltcup in Park City, 5. Dezember 1998 |
| ----------------------------------------- | ----------------------------------------- | ----------------------------------------- | ----------------------------------------- | ----------------------------------------- |
| Disziplin                                 | Erster Platz                              | Zweiter Platz                             | Dritter Platz                             |                                           |
| Frauen                                    | Steffi Hanzlik                            | Maya Bieri                                | Ursi Walliser                             |                                           |
| Männer                                    | Alain Wicki                               | Ryan Davenport                            | Andy Böhme                                |                                           |

| 2. Weltcup in Calgary, 13. Dezember 1998 | 2. Weltcup in Calgary, 13. Dezember 1998 | 2. Weltcup in Calgary, 13. Dezember 1998 | 2. Weltcup in Calgary, 13. Dezember 1998 | 2. Weltcup in Calgary, 13. Dezember 1998 |
| ---------------------------------------- | ---------------------------------------- | ---------------------------------------- | ---------------------------------------- | ---------------------------------------- |
| Disziplin                                | Erster Platz                             | Zweiter Platz                            | Dritter Platz                            |                                          |
| Frauen                                   | Steffi Hanzlik                           | Michelle Kelly                           | Maya Bieri                               |                                          |
| Männer                                   | Ryan Davenport                           | Andy Böhme                               | Jim Shea                                 |                                          |

| 3. Weltcup in Igls, 31. Januar 1999 | 3. Weltcup in Igls, 31. Januar 1999 | 3. Weltcup in Igls, 31. Januar 1999 | 3. Weltcup in Igls, 31. Januar 1999 | 3. Weltcup in Igls, 31. Januar 1999 |
| ----------------------------------- | ----------------------------------- | ----------------------------------- | ----------------------------------- | ----------------------------------- |
| Disziplin                           | Erster Platz                        | Zweiter Platz                       | Dritter Platz                       |                                     |
| Frauen                              | Steffi Hanzlik                      | Ursi Walliser                       | Maya Bieri                          |                                     |
| Männer                              | Willi Schneider                     | Alex Müller                         | Andy Böhme                          |                                     |

| 4. Weltcup in Königssee, 6. Februar 1999 | 4. Weltcup in Königssee, 6. Februar 1999 | 4. Weltcup in Königssee, 6. Februar 1999 | 4. Weltcup in Königssee, 6. Februar 1999 | 4. Weltcup in Königssee, 6. Februar 1999 |
| ---------------------------------------- | ---------------------------------------- | ---------------------------------------- | ---------------------------------------- | ---------------------------------------- |
| Disziplin                                | Erster Platz                             | Zweiter Platz                            | Dritter Platz                            |                                          |
| Frauen                                   | Steffi Hanzlik                           | Ursi Walliser                            | Michelle Kelly                           |                                          |
| Männer                                   | Andy Böhme                               | Alex Müller                              | Kazuhiro Koshi                           |                                          |

| Weltmeisterschaften in Altenberg, 20./21. Februar 1999 | Weltmeisterschaften in Altenberg, 20./21. Februar 1999 | Weltmeisterschaften in Altenberg, 20./21. Februar 1999 | Weltmeisterschaften in Altenberg, 20./21. Februar 1999 | Weltmeisterschaften in Altenberg, 20./21. Februar 1999 |
| ------------------------------------------------------ | ------------------------------------------------------ | ------------------------------------------------------ | ------------------------------------------------------ | ------------------------------------------------------ |

## Gesamtwertung

### Frauen
Bei den Frauen erhielten die 15 besten Pilotinnen je nach Platzierung Weltcuppunkte. Die Punkteverteilung sah folgendermaßen aus:
| Platz  | 1  | 2  | 3  | 4  | 5  | 6  | 7 | 8 | 9 | 10 | 11 | 12 | 13 | 14 | 15 |
| Punkte | 25 | 21 | 18 | 15 | 13 | 11 | 9 | 8 | 7 | 6  | 5  | 4  | 3  | 2  | 1  |

Während es um den Gesamtsieg kaum Diskussionen gab, da die Vorjahreszweite Steffi Hanzlik alle vier Rennen gewann, stritten sich zwei Schweizerinnen um die weiteren Podestplätze. Noch nach dem dritten Wettbewerb lag die Titelverteidigerin Maya Bieri mit sieben Punkten Vorsprung vor ihrer Teamkameradin Ursi Walliser. Beim letzten Rennen in Königssee stand aber Bieri auf verlorenem Posten gegenüber Walliser und verlor mit Platz fünf acht Punkte auf die zweitplatzierte Teamkameradin. Dies reichte letztlich für Rang zwei und bedeutet den größten Erfolg in der Karriere von Ursi Walliser.
| Rang | Athlet                | PAC | CAL | IGL | KÖN | Punkte |
| ---- | --------------------- | --- | --- | --- | --- | ------ |
| 01   | Steffi Hanzlik        | 1   | 1   | 1   | 1   | 100    |
| 02   | Ursi Walliser         | 3   | 6   | 2   | 2   | 71     |
| 03   | Maya Bieri            | 2   | 3   | 3   | 5   | 70     |
| 04   | Michelle Kelly        | 4   | 2   | 9   | 3   | 61     |
| 05   | Mellisa Hollingsworth | 5   | 5   | 4   | 7   | 50     |
| 06   | Alex Hamilton         | 7   | 7   | 6   | 6   | 40     |
| 07   | Deanna Panting        | 6   | 4   | 11  | 16  | 31     |
| 08   | Diana Sartor          | –   | –   | 6   | 4   | 26     |
| 09   | Tanja Morel           | 8   | 12  | 10  | 8   | 26     |
| 10   | Astrid Ebner          | 13  | 10  | 4   | 17  | 24     |
| 11   | Juleigh Walker        | 11  | 9   | 12  | 10  | 22     |
| 12   | Mikiko Yoshioka       | 12  | 8   | 13  | 14  | 17     |
| 13   | Yoshiko Ōta           | 9   | 11  | 16  | 11  | 17     |
| 14   | Monique Riekewald     | –   | –   | 8   | 9   | 15     |
| 15   | Babs Isak             | 10  | 13  | 17  | 18  | 9      |
| 16   | Conny Simmchen        | 14  | DNF | –   | 12  | 6      |
| 17   | Dany Locati           | –   | –   | 14  | 13  | 5      |
| 18   | Donna Nevens          | 15  | 14  | 18  | 15  | 4      |
| 19   | Lucia Sitzia          | –   | –   | 15  | 19  | 1      |

### Männer
Bei den Männern erhielten die 25 besten Pilotinnen je nach Platzierung Weltcuppunkte. Die Punkteverteilung sah folgendermaßen aus:
| Platz  | 1  | 2  | 3  | 4  | 5  | 6  | 7  | 8  | 9  | 10 | 11 | 12 | 13 | 14 | 15 | 16 | 17 | 18 | 19 | 20 | 21 | 22 | 23 | 24 | 25 |
| Punkte | 50 | 44 | 39 | 35 | 31 | 27 | 24 | 21 | 19 | 17 | 15 | 14 | 13 | 12 | 11 | 10 | 9  | 8  | 7  | 6  | 5  | 4  | 3  | 2  | 1  |

Nachdem Andy Böhme bereits in der Vorsaison mit Rang drei in der Gesamtwertung seine Klasse unter Beweis gestellt hatte, reichte es diesmal zum Gesamtsieg. Basis dafür waren seine durchweg guten Platzierungen, als einziger Pilot stand er immer auf dem Podest. Die Konkurrenz scheiterte an ihren zu schwankenden Leistungen, so zum Beispiel der Kanadier Davenport, für den nach einem indiskutablen 11. Platz in Igls der Gesamtsieg schon in weite Ferne gerückt war. Darüber hinaus hatte sich der Schweizer Altmeister Alain Wicki, einer der Pioniere des Skeleton-Weltcups, wohl mit dem Verband überworfen und startete im Jahr 1999 nicht mehr. Nach 2 Wettbewerben hatte er noch aussichtsreich auf dem dritten Platz gelegen.
| Rang | Athlet              | PAC | CAL | IGL | KÖN | Punkte |
| ---- | ------------------- | --- | --- | --- | --- | ------ |
| 01   | Andy Böhme          | 3   | 2   | 3   | 1   | 172    |
| 02   | Ryan Davenport      | 2   | 1   | 11  | 4   | 144    |
| 03   | Jim Shea            | 4   | 3   | 6   | 5   | 132    |
| 04   | Willi Schneider     | 5   | 7   | 1   | 18  | 113    |
| 05   | Alexander Müller    | 18  | 11  | 2   | 2   | 111    |
| 06   | Kazuhiro Koshi      | 8   | 6   | 7   | 3   | 111    |
| 07   | Kristan Bromley     | 10  | 8   | 4   | 7   | 97     |
| 08   | Alain Wicki         | 1   | 5   | –   | –   | 81     |
| 09   | Jeff Pain           | 9   | 4   | 15  | 15  | 76     |
| 10   | Franz Plangger      | 6   | 12  | 13  | 12  | 68     |
| 11   | Walter Stern        | 14  | 9   | 8   | 14  | 64     |
| 12   | Felix Poletti       | 7   | 10  | 10  | 21  | 63     |
| 13   | Adrian Collins      | 11  | 17  | 16  | 6   | 61     |
| 14   | Mario Guggenberger  | 19  | 13  | 9   | 10  | 57     |
| 15   | Renato Bussola      | 27  | 21  | 5   | 17  | 45     |
| 16   | Terry Holland       | 12  | 16  | 14  | 20  | 42     |
| 17   | Christian Steger    | 16  | 14  | 19  | 16  | 39     |
| 18   | Snorre Pedersen     | 20  | 18  | –   | 9   | 33     |
| 19   | Urs Vescoli         | –   | –   | 17  | 8   | 30     |
| 20   | Dirk Matschenz      | –   | –   | 12  | 11  | 29     |
| 21   | Stevie Brügger      | 21  | 15  | DSQ | 19  | 23     |
| 22   | Jürg Geiser         | 13  | 19  | 24  | 28  | 22     |
| 23   | Dennis Clerkin      | –   | –   | 20  | 13  | 19     |
| 24   | Lincoln DeWitt      | 15  | 28  | 18  | 30  | 19     |
| 25   | Philippe Cavoret    | 16  | 24  | 23  | 27  | 15     |
| 26   | Erik Skollerud      | 23  | 20  | –   | –   | 9      |
| 27   | Hubert Lageder      | –   | –   | 21  | 22  | 9      |
| 28   | Pavel Lubas         | –   | –   | 22  | 23  | 7      |
| 29   | Mike Maddock        | 24  | 25  | 25  | 24  | 6      |
| 30   | Ray Langefeld       | 25  | 22  | –   | –   | 5      |
| 31   | Pascal Richard      | 22  | 32  | –   | –   | 4      |
| 32   | Steve Ovis          | 26  | 23  | –   | –   | 3      |
| 33   | Josef Chuchla       | –   | –   | 27  | 25  | 1      |
| −    | Mike Bromley        | 32  | 30  | –   | –   | 0      |
| −    | Scott Godfrey       | –   | –   | 29  | 35  | 0      |
| −    | Stéphane Gonthier   | 30  | 29  | –   | 28  | 0      |
| −    | Turc Harmesynn      | –   | –   | 32  | 41  | 0      |
| −    | Marek Jiricko       | –   | –   | 33  | 31  | 0      |
| −    | Frank Kleber        | –   | –   | 28  | 26  | 0      |
| −    | Stefano Maldifassi  | –   | –   | 31  | 33  | 0      |
| −    | Toshinari Miyamoto  | 31  | 26  | 34  | 40  | 0      |
| −    | Christophe Mombazet | 29  | 31  | 37  | 37  | 0      |
| −    | Jim Nissila         | –   | –   | 30  | 36  | 0      |
| −    | Martin Rettl        | –   | –   | –   | 38  | 0      |
| −    | Ryo Seki            | –   | –   | 38  | 43  | 0      |
| −    | Jaime Tapia         | –   | –   | 35  | 42  | 0      |
| −    | Robie Vaughn        | 28  | 27  | 36  | 39  | 0      |
| −    | Jan Voitel          | –   | –   | 26  | 34  | 0      |
| −    | Emanuel Zampori     | –   | –   | 39  | 32  | 0      |